# Donovan Mitchell
Donovan Mitchell Jr (ur. 7 września 1996) – amerykański koszykarz, grający dla zespołu Cleveland Cavaliers w lidze NBA występujący na pozycji rzucającego obrońcy. "Spida" został wybrany z numerem 13 draftu NBA w 2017 przez Denver Nuggets. Od razu został wymieniony do Utah Jazz, w którym spędził pierwsze lata swojej kariery. 
Mitchell grał w koszykówkę na poziomie uniwersyteckim w drużynie Louisville Cardinals. W swoim debiutanckim sezonie 2017 został mianowany do pierwszego zespołu debiutantów - NBA All-Rookie Team oraz do konkursu wsadów, który wygrał. W 2015 roku wystąpił w dwóch meczach gwiazd szkół średnich – Derby Classic, Jordan Classic Regional. W obu został uznany MVP. W 2014 zdobył srebrny medal podczas turnieju Nike Global Challenge.

## Wczesne życie
Mitchell urodził się 7 września 1996 r. w Elmsford w stanie Nowy Jork w rodzinie Donovana Sr. i Nicole. Jego matka, która jest pochodzenia panamskiego, jest nauczycielką, a ojciec byłym graczem Minor League Baseball. Ponieważ jego ojciec był dyrektorem ds. relacji z zawodnikami w drużynie New York Mets, Mitchell spędził dzieciństwo w szatniach Major League Baseball. W wieku siedmiu lat podziwiał gwiazdę miotacza drużyny Mets z niższej ligi, Scotta Kazmira, a później Davida Wrighta, którego pierwszy plakat powiesił na ścianie. Mitchell ma jedną młodszą siostrę o imieniu Jordan.

## College (Louisville Cardinals)

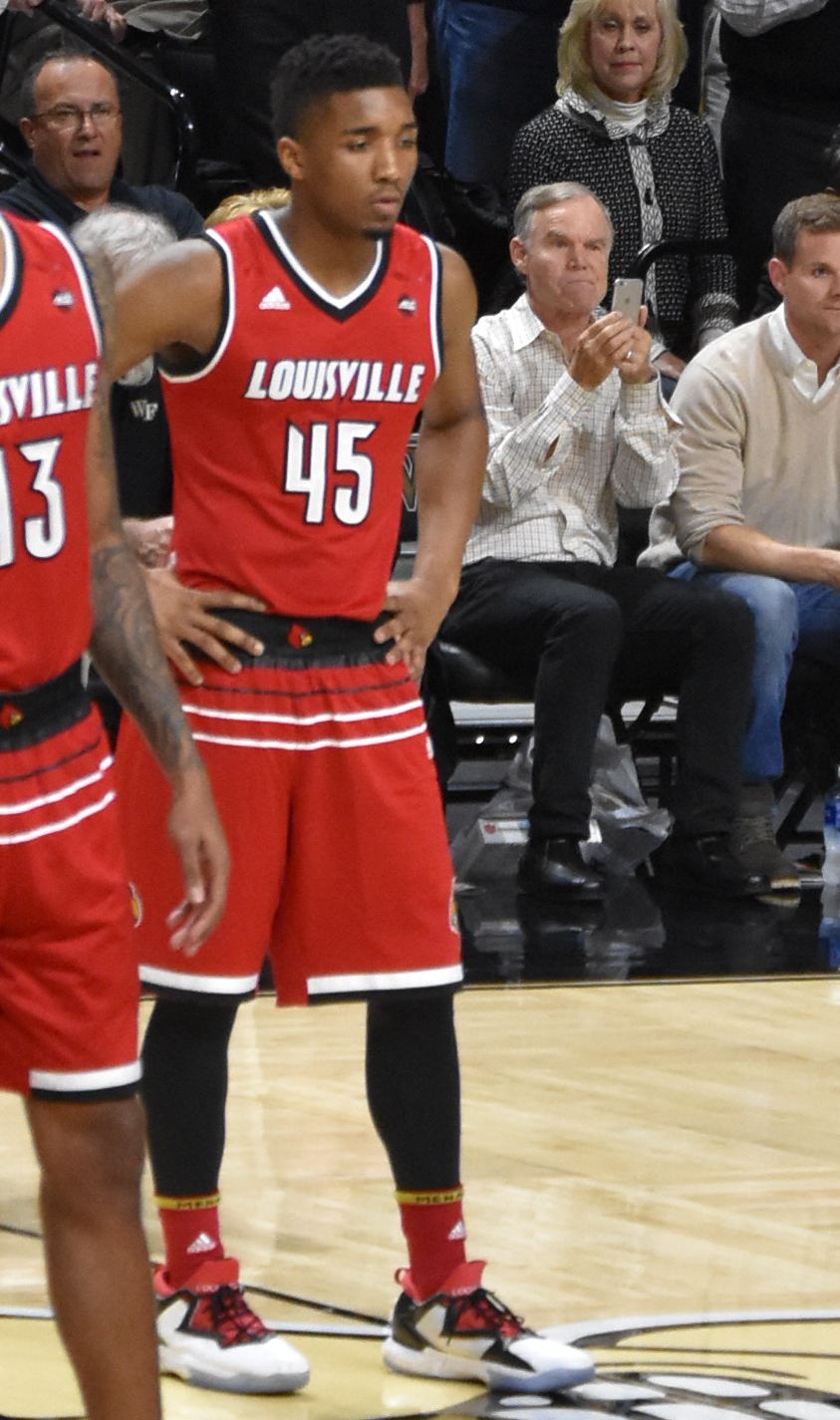
Donovan Mitchell grający dla Louisville Cardinals w 2017

Mitchell zdecydował się nosić na koszulce numer 45 w dowód uznania dla Michaela Jordana, który nosił ten sam numer podczas swojej kariery baseballowej i na początku swojego powrotu do NBA w 1995 roku.
W swoim drugim sezonie Mitchell notował średnio 15,6 punktu, 2,7 asyst i 4,9 zbiórek na mecz, trafiając 46,3% z pola, 35,4% zza łuku i 80,6% z linii rzutów wolnych. Chociaż Mitchell nie zatrudnił od razu agenta, zaraz po swojej drugiej kampanii Mitchell zgłosił się do draftu NBA w 2017 roku.

## Profesjonalna kariera (NBA)

### Utah Jazz (2017 - 2022)

#### Sezon 2017 - 2018: Debiutant
Mitchell trafił do Denver Nuggets jako trzynasty wybór ogólny w drafcie NBA 2017, jednak został wymieniony na rzecz Utah Jazz w zamian za Tylera Lydona. 5 lipca 2017 roku Mitchell zawiązał czteroletnią umowę skalę kontraktu dla nowo przybyłych graczy z drużyną z Utah. Dokładnie sześć dni później, 11 lipca 2017 roku, podpisał wieloletnią umowę sponsorską z firmą Adidas. W tym samym dniu Mitchell błysnął na parkiecie, zdobywając aż 37 punktów w spotkaniu z Memphis Grizzlies podczas Letniej Ligi NBA 2017 w Las Vegas - było to najwięcej punktów uzyskanych przez jakiegokolwiek zawodnika w trakcie tego turnieju.
Podczas swojego debiutu w NBA, który odbył się 18 października 2017 roku przeciwko Denver Nuggets, Mitchell zanotował 10 punktów i udzielił czterech asyst. 4 stycznia 2018 roku Mitchell został ogłoszony Debiutantem Miesiąca Konferencji Zachodniej za grudzień 2017 roku, osiągając średnio 23,1 punktu, 3,4 asysty, 3,2 zbiórki i 1,8 przechwytu w ciągu 34,3 minut na mecz. 15 stycznia 2018 roku Mitchell wyprzedził legendarnego Karla Malone'a pod względem ilości meczów, w których zdobył ponad 20 punktów w debiutanckim sezonie, sięgając swojego dziewiętnastego takiego występu. 
5 lutego 2018 roku Donovan Mitchell zastąpił kontuzjowanego Aarona Gordona w konkursie wsadów NBA 2018, zdobywając 48 i 50 punktów w pierwszej rundzie, a potem 50 i 48 punktów w rundzie finałowej, co uczyniło go pierwszym debiutantem od czasów Zacha LaVine'a, który wygrał ten konkurs.
W swoim pierwszym występie w fazie play-off przeciwko Oklahoma City Thunder 15 kwietnia 2018 roku, Mitchell zanotował 27 punktów, 10 zbiórek i trzy asysty. Mimo kontuzji stopy, w drugim meczu zagrał, zdobywając 28 punktów, w tym 13 w czwartej kwarcie, co przyczyniło się do zwycięstwa Jazz 102–95. Mitchell ustanowił nowy rekord punktów zdobytych przez strzelca na początek fazy play-off w historii swojego zespołu, zdobywając 55 punktów i tym samym przewyższając rekord Michaela Jordana, który wynosił 53 punkty. Mitchell poprowadził Jazz do zwycięstwa w serii 4: 2 nad Thunder, notując średnio 28,5 punktu na mecz przy 46,2% skuteczności rzutów. Jego 171 punktów w tej serii były trzecim wynikiem w historii debiutanta w jego pierwszych sześciu meczach fazy play-off, ustępując tylko Kareemowi Abdul-Jabbarowi i Wiltowi Chamberlainowi. W meczu numer 6 zdobył 38 punktów (trafił 14 na 26 rzutów), co było najwyższym wynikiem zdobytym przez debiutanta w decydującym meczu serii od 1980 roku. 22 maja 2018 roku został uhonorowany wyborem do pierwszego składu NBA All-Rookie First Team.

#### Sezon 2018 - 2019: Drugi rok

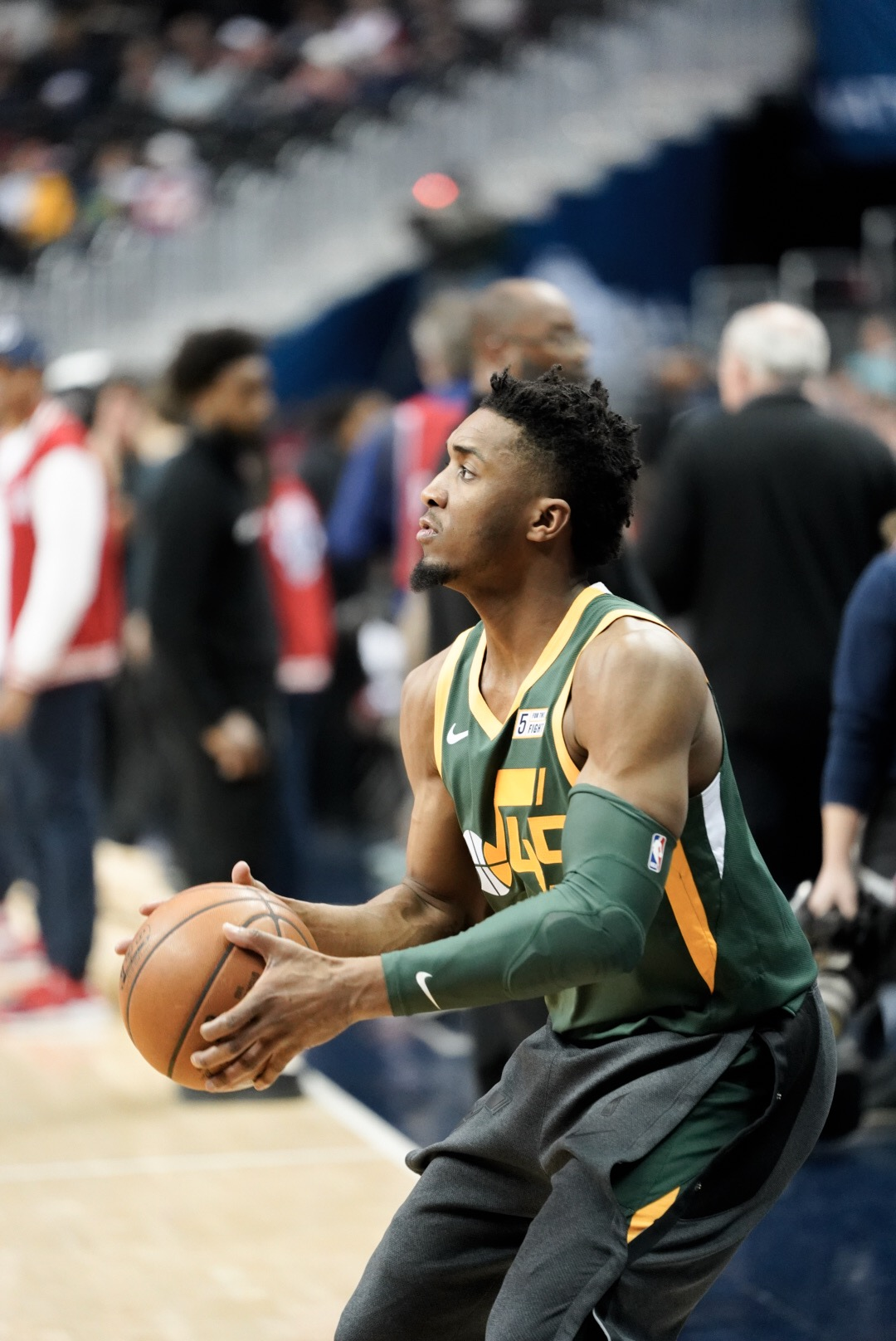
Mitchell rozgrzewający się przed meczem Jazz

24 października 2018 roku Mitchell zanotował swój najlepszy wynik punktowy sezonu, zdobywając 38 punktów podczas zwycięstwa 100–89 nad Houston Rockets. 25 stycznia 2019 roku Mitchell zanotował swoje pierwsze i jedyne double-double sezonu, zdobywając 24 punkty i udzielając 11 asyst podczas zwycięstwa 106–102 nad Minnesota Timberwolves. W styczniu Mitchell osiągnął pięć razy wynik 30 punktów w jednym meczu, w tym trzy razy z rzędu, co przyniosło mu tytuł Zawodnika Tygodnia Konferencji Zachodniej za tydzień od 6 do 13 stycznia. 22 lutego Mitchell zrównał swój najlepszy wynik punktowy sezonu, zdobywając 38 punktów w przegranym meczu po podwójnym przedłużeniu 148–147 z Oklahoma City Thunder. 2 marca Mitchell zdobył rekordową w karierze liczbę 46 punktów podczas zwycięstwa 115–111 nad Milwaukee Bucks. Sześć dni później, Mitchell ponownie zanotował 38 punktów w przegranym meczu 114–104 z Memphis Grizzlies. 29 marca Mitchell zdobył 35 punktów podczas zwycięstwa 128–124 nad Washington Wizards. 9 kwietnia Mitchell zrównał swój rekord punktowy w karierze, zdobywając 46 punktów w ostatnim meczu sezonu zasadniczego, gdy Jazz pokonali Denver Nuggets 118–108.

Jazz zostali ponownie wyeliminowani w fazie play-off, tym razem w pierwszej rundzie, przez Houston Rockets, którzy wygrali serię pięcioma zwycięstwami.

#### Sezon 2019 - 2020: Pierwszy wybór do All-Star Game
Mitchell rozpoczął sezon 2019–20 od fenomenalnego występu, zdobywając 32 punkty i rozdając 12 asyst podczas zwycięstwa 105–95 nad Oklahoma City Thunder 23 października 2019 roku. 16 stycznia 2020 roku Mitchell wyrównał swój rekord kariery, zdobywając 46 punktów w przegranym po dogrywce meczu 138–132 z Pelicans. 30 stycznia Mitchell został po raz pierwszy w karierze wybrany do udziału w NBA All-Star Game jako rezerwowy Konferencji Zachodniej. 
11 marca 2020 roku Mitchell i jego kolega z drużyny Rudy Gobert przeszli pozytywny test na COVID-19, co spowodowało zawieszenie sezonu NBA. Liga została później wznowiona w bańce, cztery miesiące później, gdzie Jazz zdobyli szóste miejsce i zmierzyli się z Denver Nuggets w pierwszej rundzie. 17 sierpnia 2020 roku Mitchell zdobył aż 57 punktów w przegranym po dogrywce meczu 125–135 z Nuggets, co było trzecim wynikiem w historii play-off NBA. Sześć dni później zdobył 51 punktów, dołączając do Michaela Jordana i Allena Iversona jako jedyny zawodnicy, którzy zdobyli 50 lub więcej punktów dwukrotnie w serii play-off.
Podczas skróconego okresu między sezonem 2019 a 2020 roku Mitchell podpisał pięcioletnią rozszerzenie kontraktu z Jazz, które zapewnia mu co najmniej 163 miliony dolarów, z możliwością zdobycia maksymalnej kwoty wynoszącej 195 milionów dolarów w ramach zachęt.

#### Sezon 2020 - 2021: Najlepszy jak dotąd wynik
23 lutego 2021 roku Mitchell został wybrany rezerwowym Zachodniej Konferencji na NBA All-Star Game 2021, co oznaczało jego drugi z rzędu udział w tej prestiżowej imprezie. Pomimo kontuzji kostki w połowie kwietnia przeciwko Indiana Pacers, która wykluczyła Mitchella z ostatnich szesnastu meczów sezonu zasadniczego, Jazz zakończyli sezon jako najlepszy zespół NBA i mieli przewagę boiskową przez całą fazę play-off po raz pierwszy od sezonu 1997–98.

#### Sezon 2021 - 2022: Ostatni sezon w Utah
3 lutego 2022 roku Mitchell został wybrany rezerwowym Zachodniej Konferencji na NBA All-Star Game 2022. Pomimo jego wkładu w fazę play-off, Utah przegrało z Dallas w sześciu meczach, mimo że Mitchell zdobył 23 punkty, miał osiem zbiórek i dziewięć asyst w zaciętym meczu, który zakończył się wynikiem 98–96 na korzyść Dallas w Meczu 6. Po kolejnym niepowodzeniu w play-off Jazz zdecydowali się na wymianę zarówno Mitchella, jak i Goberta w okresie międzysezonowym.

### Cleveland Cavaliers (2022 - teraz)

#### Sezon 2022 - 2023: Nowe wyzwania, nowa rola

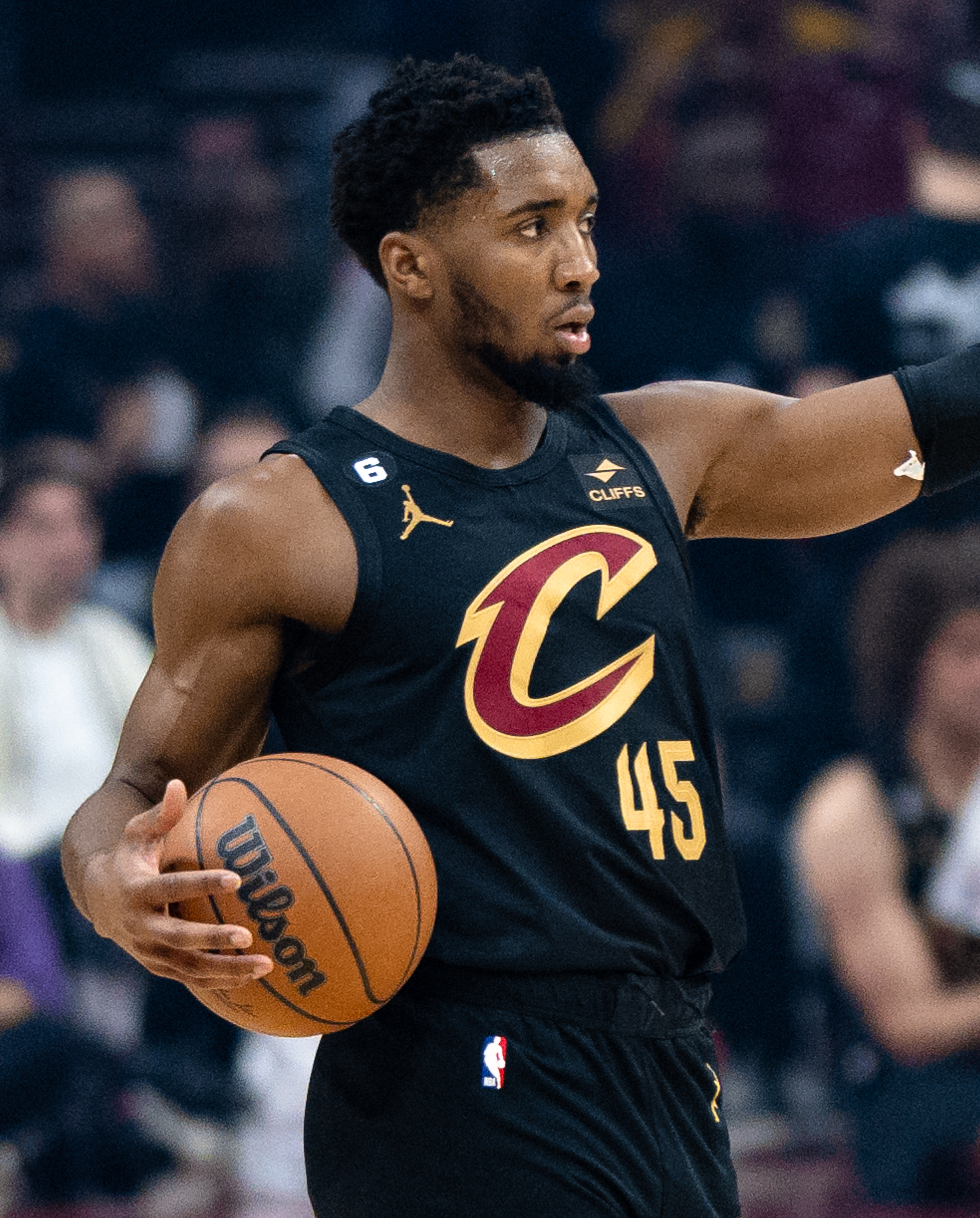
Donovan Mitchell w nowym zespole w 2022

1 września 2022 roku Mitchell został wymieniony do Cleveland Cavaliers w zamian za Lauri Markkanena, Collina Sextona, Ochaia Agbajiego, trzy pierwsze wybory pierwszej rundy oraz dwa pick swapy. Zadebiutował w sezonie regularnym 19 października, zdobywając 31 punktów i rozdając dziewięć asyst w przegranym meczu 108–105 z Toronto Raptors. 28 października Mitchell zdobył 41 punktów w zwycięskim meczu po dogrywce 132–123 z Boston Celtics. Jego kolega z drużyny, Caris LeVert, również miał 41 punktów. Ostatni raz Cavaliers mieli dwóch strzelców z przynajmniej 40 punktami w jednym meczu w Game 5 finałów NBA w 2016 roku, gdy LeBron James i Kyrie Irving oboje zdobyli po 41 punktów. W kolejnym meczu Mitchell zanotował rekord kariery z 12 asystami i zdobył 38 punktów podczas zwycięstwa 121–108 nad New York Knicks. 6 grudnia Mitchell zdobył 43 punkty, trafiając 17 z 27 rzutów z pola, w wygranym meczu 116–102 nad Los Angeles Lakers.
2 stycznia 2023 roku Mitchell zdobył 71 punktów, co było rekordem sezonu NBA, jego rekordem kariery oraz rekordem Cavaliers, a do tego zaliczył osiem zbiórek i 11 asyst w wygranym po dogrywce meczu 145–134 z Chicago Bulls. Był to najwyższy wynik zdobyty przez gracza NBA od czasu gry Kobe Bryanta z 81 punktami w 2006 roku. Mitchell stał się siódmym zawodnikiem w historii NBA, który zdobył 70 lub więcej punktów w jednym meczu, oraz pierwszym, który zrobił to z przynajmniej 10 asystami. 26 stycznia Mitchell został wybrany do udziału w NBA All-Star Game 2023 jako starter Konferencji Wschodniej, co oznaczało jego czwarty udział z rzędu i pierwszy jako starter. 31 marca Mitchell zdobył 42 punkty w przegranym meczu 130–116 przeciwko New York Knicks. W tym samym meczu pobił rekord LeBrona Jamesa pod względem liczby meczów z przynajmniej 40 punktami w sezonie, osiągając ich 11. 4 kwietnia Mitchell zdobył 43 punkty, co było jego czwartym z rzędu meczem z przynajmniej 40 punktami, prowadząc Cleveland Cavaliers do zwycięstwa 117–113 nad Orlando Magic. Stał się pierwszym graczem Cavaliers, który zdobył 40 lub więcej punktów w czterech kolejnych meczach. Jego występ zapewnił także drużynie czwarte miejsce w Konferencji Wschodniej oraz przewagę boiskową w pierwszej rundzie, co było pierwszym sezonem z przynajmniej 50 zwycięstwami Cavaliers od 1993 roku, gdy nie grali z LeBronem Jamesem w składzie.
15 kwietnia Mitchell, debiutując w play-offach Cavs, zdobył 38 punktów, pięć zbiórek, osiem asyst i trzy przechwyty w przegranym meczu 101–97 przeciwko New York Knicks. Jego 38 punktów to rekord drużyny pod względem zdobytych punktów w debiucie w play-off, a także dołączył do elitarnego grona graczy, którzy zdobyli więcej niż 30 punktów w 20 z pierwszych 40 meczów play-off od czasów Allena Iversona. W Meczu 2 pierwszej rundy play-off przeciwko New York Knicks, Mitchell zdobył rekord kariery w play-off z 13 asystami w wygranym meczu 107–90, doprowadzając serię do stanu 1–1. Cavaliers zostali jednak wyeliminowani po trzech kolejnych porażkach z Knicks, mimo że Mitchell zdobył 28 punktów, miał 7 zbiórek i 5 asyst w Meczu 5.

## Osiągnięcia
Stan na 1 czerwca 2024.
NCAA
- Uczestnik turnieju NCAA (2017)
- Zaliczony do:
  - I składu:
    - konferencji Atlantic Coast (ACC – 2017)
    - defensywnego ACC (2017)
    - turnieju Battle 4 Atlantis (2017)

NBA
- Zaliczony do I składu debiutantów NBA (2018)[1]
- Zwycięzca konkursu wsadów (2018)
- Wielokrotnie wybierany do udziału w meczu gwiazd NBA (2020[2], 2021[3], 2022[a], 2023[5], 2024[6])
- Uczestnik:
  - Rising Stars Challenge (2018, 2019)[7]
  - konkursu rzutów za 3 punkty (2021, 2024)[8][9]
- Debiutant miesiąca Konferencji Zachodniej (grudzień 2017, styczeń, luty 2018)
- Lider pod względem zdobytej ilości punktów wśród debiutantów (2018)
- Rekordzista w trafionych trójkach w sezonie debiutanckim (186)[10]
- W swoich siedmiu pierwszych meczach w fazie play-off zdobywał co najmniej 20 oczek. Ta sztuka udała się jeszcze tylko jednemu pierwszoroczniakowi w historii ligi, był nim Kareem Abdul-Jabbar
- W dwóch pierwszych spotkaniach fazy play-off zdobył łącznie 55 punktów poprawiając rekord Jordana o dwa punkty
- Rekordzista sezonu 2022 - 2023 pod względem rzuconych punktów (71)

## Statystyki kariery

### NCAA
| Sezon   | Drużyna    | M  | S5 | MPG  | FG%   | 3P%   | FT%   | RPG | APG | SPG | BPG | PPG  |
| ------- | ---------- | -- | -- | ---- | ----- | ----- | ----- | --- | --- | --- | --- | ---- |
| 2015/16 | Louisville | 31 | 5  | 19,1 | 44,2% | 25,0% | 75,4% | 3,4 | 1,7 | 0,8 | 0,1 | 7,4  |
| 2016/17 | Louisville | 34 | 33 | 32,3 | 40,8% | 35,4% | 80,6% | 4,9 | 2,7 | 2,1 | 0,5 | 15,6 |
| Razem   |            | 65 | 38 | 26,0 | 41,8% | 32,9% | 78,8% | 4,1 | 2,2 | 1,5 | 0,3 | 11,7 |

### NBA
Stan na koniec sezonu 2023/24, na podstawie.

#### Sezon regularny
| Sezon   | Drużyna   | M   | S5  | MPG  | FG%   | 3P%   | FT%   | RPG | APG | SPG | BPG | PPG  |
| ------- | --------- | --- | --- | ---- | ----- | ----- | ----- | --- | --- | --- | --- | ---- |
| 2017/18 | Utah      | 79  | 71  | 33,4 | 43,7% | 34,0% | 80,5% | 3,7 | 3,7 | 1,5 | 0,3 | 20,5 |
| 2018/19 | Utah      | 77  | 77  | 33,7 | 43,2% | 36,2% | 80,6% | 4,1 | 4,2 | 1,4 | 0,4 | 23,8 |
| 2019/20 | Utah      | 69  | 69  | 34,3 | 44,9% | 36,6% | 86,3% | 4,4 | 4,3 | 1,0 | 0,2 | 24,0 |
| 2020/21 | Utah      | 53  | 53  | 33,4 | 43,8% | 38,6% | 84,5% | 4,4 | 5,2 | 1,0 | 0,3 | 26,4 |
| 2021/22 | Utah      | 67  | 67  | 33,8 | 44,8% | 35,5% | 85,3% | 4,2 | 5,3 | 1,5 | 0,2 | 25,9 |
| 2022/23 | Cleveland | 68  | 68  | 35,8 | 48,4% | 38,6% | 86,7% | 4,3 | 4,4 | 1,5 | 0,4 | 28,3 |
| 2023/24 | Cleveland | 55  | 55  | 35,3 | 46,2% | 36,8% | 86,5% | 5,1 | 6,1 | 1,8 | 0,5 | 26,6 |
| Razem   |           | 468 | 460 | 34,2 | 45,0% | 36,6% | 84,3% | 4,3 | 4,6 | 1,4 | 0,3 | 24,8 |

#### Play-offy
| Sezon | Drużyna   | M  | S5 | MPG  | FG%   | 3P%   | FT%   | RPG | APG | SPG | BPG | PPG  |
| ----- | --------- | -- | -- | ---- | ----- | ----- | ----- | --- | --- | --- | --- | ---- |
| 2018  | Utah      | 11 | 11 | 37,4 | 42,0% | 31,3% | 90,7% | 5,9 | 4,2 | 1,5 | 0,4 | 24,4 |
| 2019  | Utah      | 5  | 5  | 38,6 | 32,1% | 25,6% | 72,7% | 5,0 | 3,2 | 1,6 | 0,2 | 21,4 |
| 2020  | Utah      | 7  | 7  | 37,7 | 52,9% | 51,6% | 94,8% | 5,0 | 4,9 | 1,0 | 0,3 | 36,3 |
| 2021  | Utah      | 10 | 10 | 34,6 | 44,7% | 43,5% | 82,9% | 4,2 | 5,5 | 1,1 | 0,2 | 32,3 |
| 2022  | Utah      | 6  | 6  | 38,2 | 39,8% | 20,8% | 88,1% | 4,3 | 5,7 | 0,7 | 0,5 | 25,5 |
| 2023  | Cleveland | 5  | 5  | 41,4 | 43,3% | 28,9% | 72,2% | 5,0 | 7,2 | 2,0 | 0,6 | 23,2 |
| 2024  | Cleveland | 10 | 10 | 38,2 | 47,6% | 35,4% | 81,5% | 5,4 | 4,7 | 1,3 | 0,3 | 29,6 |
| Razem |           | 54 | 54 | 37,6 | 43,9% | 35,8% | 84,8% | 5,0 | 5,0 | 1,3 | 0,3 | 28,1 |

## Życie osobiste
W sezonie 2017 - 2018 Mitchell pojawił się na okładce Slam i zagrał w filmie dokumentalnym zatytułowanym Rookie on the Rise. Dokument śledzi Mitchella podczas jego wyścigu o tytuł Debiutanta Roku NBA. Mitchell jest fanem drużyny New York Mets i często uczęszcza na mecze poza sezonem. Ojciec Mitchella, Donovan senior, pracuje dla Metsów od ponad dwudziestu lat.
W 2018 roku wypuścił na rynek swoją sygnowaną nazwiskiem linie butów marki marki Adidas - Don Issue 1. Buty były inspirowane postacią Spider-Mana.